# Кудашов, Владислав Серафимович
Владисла́в Серафи́мович Кудашо́в (19 октября 1932, Домашка, Кинельский район, Куйбышевская область, РСФСР, СССР) ― советский и российский деятель культуры. Директор Республиканского русского драматического театра Марийской АССР (1979―1984), директор Дворца культуры имени В. И. Ленина г. Йошкар-Олы (1983―1999). Заслуженный работник культуры РСФСР (1965).

## Биография
Родился 19 октября 1932 года в с. Домашка ныне Самарской области.
В 1957 году окончил Марийское культпросветучилище. По его окончании работал директором Сернурского районного Дворца культуры, заведовал отделом культуры Сернурского райисполкома Марийской АССР.
В 1965 году окончил Московский институт культуры. С 1968 года — заместитель министра культуры Марийской АССР.
С 1979 года ― директор Республиканского русского драматического театра в Йошкар-Оле, в 1983―1999 годах ― директор Дворца культуры имени В. И. Ленина.
В 1965 году ему присвоено почётное звание «Заслуженный работник культуры РСФСР». Дважды награждён почётными грамотами Президиума Верховного Совета Марийской АССР.
В настоящее время проживает в Йошкар-Оле. 

## Звания и награды
- Заслуженный работник культуры РСФСР (22 ноября 1965)[1][2][4]
- Юбилейная медаль «За доблестный труд. В ознаменование 100-летия со дня рождения Владимира Ильича Ленина»
- Почётная грамота Президиума Верховного Совета Марийской АССР (1964, 1982)[1][2]